# Placebo (musikgrupp)
Placebo, tidigare Ashtray Heart, är en musikgrupp som bildades 1994 av Brian Molko (sång, gitarr), Stefan Olsdal (bas, gitarr och keyboard) och Steve Hewitt/Robert Schultzberg (trummor) i London. Gruppen har bland annat producerat låten "Every You Every Me" som spelas i introt till filmen En djävulsk romans och musik till skatefilmen Flip Sorry.

## Biografi
Molko och Olsdal, tidigare skolkamrater i Luxemburg, stötte 1994 av en slump på varandra på tunnelbanestationen South Kensington i London. Olsdal besökte senare en spelning med Molko och Hewitt, vilket gav honom övertygelsen att de borde bilda ett band: "I fell in love with his voice and his guitar playing because it was really different".
Hewitt spelar trummor på Placebos tidiga demos men bestämde sig för att satsa på sitt andra band, Breed. Olsdal hittade en ny trummis i Schultzberg (tidigare skolkamrat från Sverige) som var på väg till London för att studera musik. Personliga motsättningar mellan Molko och Schultzberg ledde dock till att Schultzberg ombads att lämna bandet efter inspelningen av debutalbumet och 1996 var Hewitt "tillbaka" som trummis. 1 oktober 2007 lämnade han dock bandet på grund av personliga och musikaliska skiljaktigheter. 2008 blev Steve Forrest bandets nya trummis, men han lämnade 2015.
Placebo brukar anges att ha influerats av grupper som Sonic Youth, Pixies och Smashing Pumpkins men har även kallats glamversionen av Nirvana. Sångaren själv har klassificerat musiken som "punk pop for postponed suicides".

## Bandmedlemmar

### Nuvarande
- Brian Molko (sång och text, gitarr, bas och keyboard)
- Stefan Olsdal (bas, gitarr och keyboard)

### Tidigare
- Robert Schultzberg (trummor; 1994-1996).
- Steve Hewitt (trummor; -1994, 1996-1 oktober 2007)
- Steve Forrest (trummor; 2008-2015)

## Diskografi

### Studioalbum
- Placebo (1996)
- Without You I'm Nothing (1998)
- Black Market Music (2000)
- Sleeping With Ghosts (2003)
- Meds (2006)
- Extended Play 2007
- Battle For The Sun (2009)
- Loud Like Love (2013)
- Never Let Me Go (2022)

### Samlings-/livealbum
- Soulmates Never Die: Live in Paris 2003 (Live-dvd, 2004)
- Once More With Feeling: Singles 1996-2004 (2004)
- Once More With Feeling: Videos 1996-2004 (dvd, 2004)

### Singlar
Innan Elevator Music
- Bruise Pristine (10/1995)
- Come Home (02/1996)

Placebo
- 36 Degrees (07/1996)
- Teenage Angst (09/1996)
- Nancy Boy (01/1997)
- Bruise Pristine (05/1997)

Without You I'm Nothing
- Pure Morning (08/1998)
- You Don't Care About Us (09/1998)
- Every You Every Me (01/1999)
- Without You I'm Nothing: Featuring David Bowie (08/1999)

Black Market Music
- Taste In Men (07/2000)
- Slave To The Wage (09/2000)
- Special K (03/2001)
- Black-Eyed (10/2001)

Sleeping With Ghosts
- The Bitter End (03/2003)
- This Picture (06/2003)
- Special Needs (09/2003)
- English Summer Rain (02/2004)

Once More With Feeling: Singles 1996-2004
- Twenty Years (10/2004)

Meds
- Song To Say Goodbye (2006)
- Becasue I Want You (2006)
- Infra Red (2006)
- Meds (2006)
- Follow the cops back home (2006)
- Infra-red
- Space Monkey
- Post Blue
- Blind
- Pierrot The Clown
- Broken Promise
- One Of A Kind
- In The Cold Light Of Morning

Battle For The Sun
- Battle For The Sun (2009)
- For What It’s Worth (06/2009)
- Bright Lights (2010)

Övriga
- Burger Queen Français (11/1999)
- Protège-Moi (03/2004)
- Fuck U

### Samarbeten
- Dream City Film Club: Billy Chic (Billy Chic, 1998; In the Cold Light of Morning, 1999)
- AC Acoustics: Crush (Crush, 2000; Understanding Music, 2000)
- Alpinestars: Carbon Kid (White Noise, 2001; Carbon Kid, 2002)
- Trash Palace: The Metric System (The Metric System, 2003; Positions, 2003)
- Jane Birkin: Smile (Rendez-Vous, 2004)
- Kirsten Young: No Other God (X, 2004)
- Timo Maas: First Day, (Pictures, 2005)

### Soundtracks
- Nancy Boy (Airbag OST, 1998)
- 20th Century Boy (Velvet Goldmine OST, 1998)
- Bruise Pristine (Gran Turismo, Playstation, 1998)
- Every you Every Me (En djävulsk romans/Cruel Intentions/Flip Sorry (Skateboard-film) OST, 1999)
- Black-Eyed (Engel & Joe OST, 2001)
- The Bitter End (SSX 3, Ps2)

## Liveframträdanden (Sverige, 1995-)
- Öppningsakt åt Sex Pistols, Sjöhistoriska Museet, Stockholm (96-06-26)
- Hultsfredsfestivalen, Hultsfred (97-06-12)
- Hultsfredsfestivalen, Hultsfred (99-06-17)
- Arenan, Stockholm (00-11-24)
- Arvikafestivalen, Arvika (01-07-13)
- Stockholm Calling, Stockholm (03-05-30)
- Siesta!, Hässleholm (09-05-29)
- Annexet, Stockholm (09-11-13)
- Fryshuset, Stockholm (13-12-01)
- Bråvallafestivalen, Norrköping (14-06-27)
- Cirkus, Stockholm (16-10-18)